# Dumăcești
Dumăcești falu Romániában, Erdélyben, Fehér megyében.

## Fekvése
Târsa közelében fekvő település.

## Története
Dumăceşti korábban Târsa része volt, 1956 körül vált külön 74 lakossal. 1966-ban 58, 1977-ben 90, 1992-ben 56, 2002-ben pedig 57 román lakosa volt.